# 貝盧角

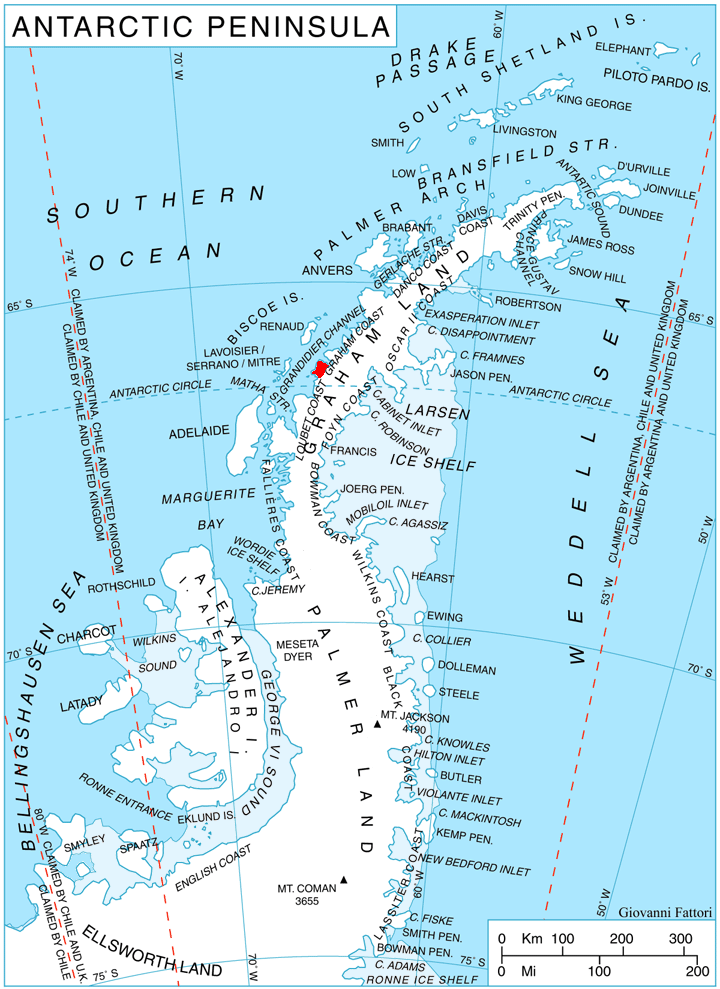

貝盧角（英語：Cape Bellue）是南極洲的海岬，位於葛拉漢地的斯特雷舍半島西端，在1908至1910年期間由法國探險隊發現，以海軍上將命名，現時由南極條約體系管理。
66°18′S 65°53′W / 66.300°S 65.883°W